# ジョーイ・グラハム
ジョーイ・グラハム（Joseph (Joey) Graham, 1982年6月11日 - ）はアメリカ合衆国デラウェア州ウィルミントン出身のバスケットボール選手。元NBA選手。ポジションはG-F。双子の兄弟スティーブン・グラハムもバスケットボール選手。

## 経歴
セントラルフロリダ大学で2シーズン過ごした後、オクラホマ州立大学へ転校しここでも2シーズンプレイした。兄弟のスティーブンも同じ大学に通い、良きチームメイトでありライバルであった。4年生の時には平均17.7得点、6.2リバウンドを記録し、ビッグ12の1STチームに選ばれた。
そして、2005年のNBAドラフトでトロント・ラプターズから1巡目全体16位で指名を受けNBA入りした。ルーキーイヤーの2005-06シーズンは主にベンチから80試合に出場し、高いFG成功率を維持するなど安定して活躍した。1試合平均は6.7得点、3.1リバウンドだった。
トロントで4シーズン過ごした後、2009年7月25日にデンバー・ナゲッツに移籍。デンバーで1シーズン過ごした後、2010年7月30日にクリーブランド・キャバリアーズに移籍した。